# Anenthemonae
Sous-ordre
Les Anenthemonae sont un sous-ordre d'anémones de mer de l'ordre des Actiniaria.

## Caractéristiques
Créé en 2014, ce sous-ordre regroupe les trois seules familles contemporaines à ne pas être classées parmi les Enthemonae. Elles se distinguent des autres anémones par la forme du mésentère, critère confirmé par les données d'éloignement génétique. 

## Liste des familles
Selon World Register of Marine Species (5 janvier 2017) :
- sous-ordre Anenthemonae Rodríguez & Daly in Rodríguez et al., 2014
  - super-famille Actinernoidea Stephenson, 1922
    - famille Actinernidae Stephenson, 1922 -- 4 genres
    - famille Halcuriidae Carlgren, 1918 -- 2 genres

  - super-famille Edwardsioidea Andres, 1881
    - famille Edwardsiidae Andres, 1881 -- 12 genres

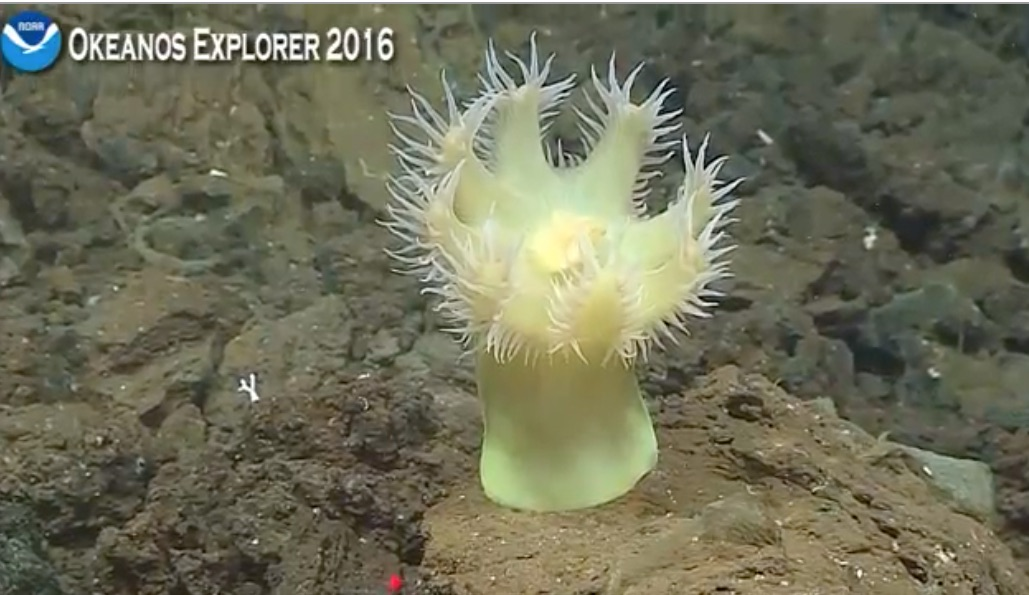
Isactinernus sp. (Actinernidae)
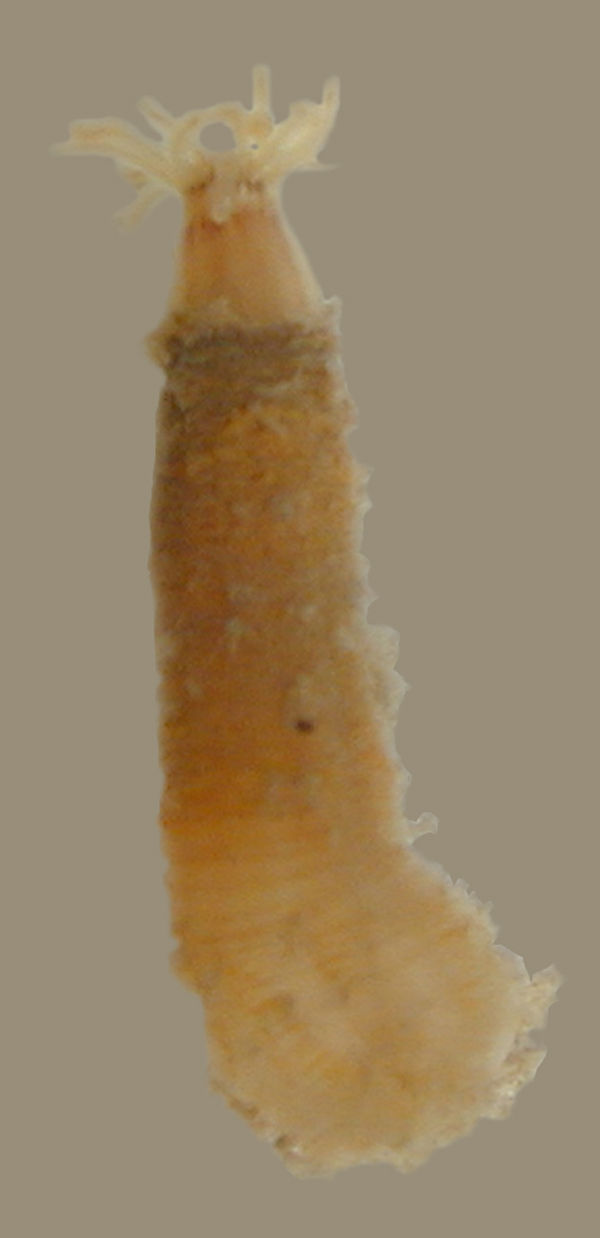
Edwardsia elegans

## Publication originale
- (en) Estefanía Rodríguez, Marcos S. Barbeitos, Mercer R. Brugler, Louise M. Crowley, Alejandro Grajales, Luciana Gusmão, Verena Häussermann, Abigail Reft et Marymegan Daly, « Hidden among sea anemones: the first comprehensive phylogenetic reconstruction of the order Actiniaria (Cnidaria, Anthozoa, Hexacorallia) reveals a novel group of hexacorals », PLOS One, PLoS, vol. 9, no 5,‎ 2014, e96998 (ISSN 1932-6203, OCLC 228234657, PMID 24806477, PMCID 4013120, DOI 10.1371/JOURNAL.PONE.0096998, lire en ligne).